# 丸 (アルバム)
『丸』（まる）は、ゲスの極み乙女。のベスト・アルバム。パッケージ版およびデジタル配信版ともに2022年5月11日に発売。

## 概要
- バンド初のベスト・アルバムであるが、既発曲を並べてもプレイリストになるだけという事で、収録曲は既発曲から選曲された25曲をそれぞれ解体し、ちゃんMARIとPARKGOLFが中心となり再構築した約35分のマッシュアップ・トラックである「Best track」の1曲のみとなった[3]。
- 当初は2018年頃にリリースする予定であり、それまでにリリースした作品のジャケットを集めた巨大パネルの作成、アーティスト写真の撮影、「crying march」と「だけど僕は」のミュージックビデオの製作など準備を進めていたが、時代的にベストアルバムを出す意義が見出せなくなった事と、この時に仲良くなった米津玄師から「もっと美しい曲を書きなよ」と言われて「もう切ないとは言わせない」を製作したことで、オリジナルアルバムの方を作りたくなった事から、川谷が「やめよう」と言って中止になった[4]。
- 通常盤のほか、ワーナーミュージック・ストア限定で『「丸」10周年記念豪華セット』も同時発売（詳細は後述）。
- 同日には全41曲入りのデジタル版も配信リリースされる。こちらには新曲『青い裸』『発生中』、リマスタリングが施された既発曲29曲と、Remix集が収録される。

## 収録曲
全作詞・作曲：川谷絵音

### CD盤&ストリーミング配信曲
1. Best track
この曲に関して川谷は「1曲だけのベストアルバムとは何なのか。それは10年間を35分に凝縮したワントラック。4人の音が時代を超えて混ざり合い、新たな曲として生まれ変わりました。走馬灯のように一瞬で駆け抜ける35分、これが新たなベストアルバムの形です。」とコメントしている[3]。

### 配信版収録曲
1. 青い裸
新曲。テレビ東京系ドラマ『復讐の未亡人』主題歌。オケ自体は数年前から製作されており、ドラマのタイアップを受けてから歌詞とメロディをアレンジしている[5]。
2. 発生中
新曲。最初の仮タイトルは「ケイオス」。川谷曰く「今までで一番異常なコード進行」。
3. ロマンスがありあまる（2022 Remaster）
4. オトナチック（2022 Remaster）
5. 私以外私じゃないの（2022 Remaster）
6. 両成敗でいいじゃない（2022 Remaster）
7. サイデンティティ（2022 Remaster）
8. ラスカ（2022 Remaster）
9. デジタルモグラ（2022 Remaster）
10. 秘めない私（2022 Remaster）
11. オンナは変わる（2022 Remaster）
12. サリーマリー（2022 Remaster）
13. シリアルシンガー（2022 Remaster）
14. はしゃぎすぎた街の中で僕は一人遠回りした（2022 Remaster）
15. crying march（2022 Remaster）
16. 戦ってしまうよ（2022 Remaster）
17. キラーボール（2022 Remaster）
18. パラレルスペック（2022 Remaster）
配信当初は、アルバム「両成敗」収録の「funky ver.」だったが、2022年5月24日に誤音源だったと発表され、通常の音源に差し替えられた[6]。
19. 猟奇的なキスを私にして（2022 Remaster）
20. ルミリー（2022 Remaster）
21. だけど僕は（2022 Remaster）
22. ユレルカレル（2022 Remaster）
23. アオミ（2022 Remaster）
24. 人生の針（2022 Remaster）
25. スレッドダンス（2022 Remaster）
26. ノーマルアタマ（2022 Remaster）
27. 星降る夜に花束を（2022 Remaster）
28. 無垢な季節（2022 Remaster）
29. 煙る（2022 Remaster）
30. momoe（2022 Remaster）
31. もう切ないとは言わせない（2022 Remaster）
32. ラスカ（Remix by Fragment＆maeshima soshi）
33. キラーボール（Remix by HVNS）
34. ぶらっくパレード（Remix by AmPm）［2022 Remaster］
35. 猟奇的なキスを私にして（Remix by PARKGOLF）
36. ロマンスがありあまる（Remix by mabanua）［2022 Remaster］
37. オトナチック（Remix by Amunoa）
38. O.I.A（Remix by ちゃんMARI）
39. シリアルシンガー（2017 Remix by Avec Avec）
40. 両成敗でいいじゃない（Remix by STUTS）
41. 私以外私じゃないの（Remix by PARKGOLF）［2022 Remaster］

## 「丸」10周年記念豪華セット
- 等身大ゲスくんフィギュア
- 10周年記念ムック本

### CD収録曲
【DISC 1】
1. Best track

【DISC 2】ファンセレクトベスト集
1. crying march
2. サイデンティティ
3. ラスカ
4. キラーボール
5. パラレルスペック
元々は、アルバム「両成敗」収録の「funky ver.」だったが、24日に誤音源だったと発表された。本作の購入者には正規音源に差し替えられたCDが発送された[6]。
6. 猟奇的なキスを私にして
7. ルミリー
8. だけど僕は
9. ユレルカレル
10. アオミ
11. 人生の針
12. スレッドダンス
13. ノーマルアタマ
14. 星降る夜に花束を
15. 無垢な季節
16. 煙る
17. momoe
18. もう切ないとは言わせない

【DISC 3】未発表新曲 & Remix集
1. 青い裸
2. 発生中
3. crying march (talk ver.)
4. キラーボール (Remix by HVNS)
5. ぶらっくパレード (Remix by by AmPm)
6. 猟奇的なキスを私にして (Remix by PARKGOLF)
7. ラスカ (Remix by Fragment＆maeshima soshi)
8. ロマンスがありあまる (Remix by mabanua)
9. オトナチック (Remix by Amunoa)
10. O.I.A (Remix by ちゃんMARI)
11. シリアルシンガー (2017 Remix by Avec Avec)
12. 両成敗でいいじゃない (Remix by STUTS)
13. 私以外私じゃないの (Remix by PARKGOLF)

### Blu-ray / DVD
【DISC 1】『ゲスの極み乙女。Music Video集』
- 全MVに、メンバーによる副音声である『思い出振り返りコメンタリー』を収録。

1. ぶらっくパレード
2. ドレスを脱げ
3. キラーボール
4. 餅ガール
5. パラレルスペック
6. ノーマルアタマ
7. 猟奇的なキスを私にして
8. アソビ
9. デジタルモグラ
10. ラスカ
11. 私以外私じゃないの
12. ロマンスがありあまる
13. オトナチック
14. 無垢な季節
15. 両成敗でいいじゃない
16. シアワセ林檎
17. 勝手な青春劇
18. 心地艶やかに
19. 影ソング
20. DARUMASAN
21. あなたには負けない (full spring ver.)
22. 私以外私じゃないの (Remix by PARKGOLF)
23. 戦ってしまうよ
24. イメージセンリャク
25. もう切ないとは言わせない
26. オンナは変わる
27. ドグマン
28. だけど僕は
29. 秘めない私
30. 人生の針
31. マルカ
32. crying march
新作MV。

【DISC 2】『ゲスの極み乙女。をもう一度＠LINE CUBE SHIBUYA（2021.06.23）』
1. キラーボールをもう一度
2. はしゃぎすぎた街の中で僕は一人遠回りした
3. 私以外も私
4. ロマンスがありあまる
5. 心歌舞く
6. 綺麗になってシティーポップを歌おう
7. 両成敗でいいじゃない
8. 秘めない私
9. 哀愁感ゾンビ
10. マルカ
11. ドグマン
12. シリアルシンガー
13. 私以外私じゃないの
14. パラレルスペック
15. crying march
16. キラーボール
17. 人生の針
18. sad but sweet

## 参加メンバー
- 川谷絵音：ヴォーカル/ギター/プログラミング
- 休日課長：ベース/コーラス
- ちゃんMARI：キーボード/コーラス
- ほな・いこか：ドラム/コーラス